# أليكسيس ماك أليستير
أليكسيس ماك أليستير (بالإسبانية: Alexis Mac Allister)‏ (مواليد 24 ديسمبر 1998 ب‍بوينس آيرس في الأرجنتين - ) هو لاعب كرة قدم أرجنتيني يلعب مع نادي ليفربول في الدوري الإنجليزي الممتاز و‌المنتخب الأرجنتيني في مركز الوسط.

## روابط خارجية
- أليكسيس ماك أليستير على موقع الاتحاد الأوربي (الإنجليزية)
- أليكسيس ماك أليستير على موقع إي إس بي إن إف سي (الإنجليزية)
- أليكسيس ماك أليستير على موقع قاعدة بيانات كرة القدم.إي يو (الإنجليزية)
- أليكسيس ماك أليستير على موقع ليكيب (الفرنسية)
- أليكسيس ماك أليستير على موقع ناشيونال فوتبول تيمز (الإنجليزية)
- أليكسيس ماك أليستير على موقع Soccerbase.com (لاعب) (الإنجليزية)
- أليكسيس ماك أليستير على موقع Soccerway.com (الإنجليزية)
- أليكسيس ماك أليستير على موقع عالم كرة القدم.نت (الإنجليزية)
- أليكسيس ماك أليستير على موقع أوليمبيديا (الإنجليزية)
- أليكسيس ماك أليستير على موقع AS.com (الإسبانية)